# Tachys funebris
Tachys funebris är en skalbaggsart som beskrevs av Thomas Casey. Tachys funebris ingår i släktet Tachys och familjen jordlöpare. Inga underarter finns listade i Catalogue of Life.